# Минеральное озеро
Минера́льное о́зеро — озеро, солёность (минерализация) которого превышает 1 промилле. Вода таких водоёмов отличается резким вкусом и непригодна для питья без дополнительной обработки.
Минеральные озёра подразделяются на солоноватые (от 1 до 25 промилле), солёные (от 25 до 50 промилле) и соляные (свыше 50 промилле).
По химическому составу минеральные озёра делятся на карбонатные (содовые), сульфатные (горько-солёные) и хлоридные (солёные).
В подавляющем большинстве солёные озёра — бессточные водоёмы, находящиеся в засушливом климате. В озёра могут впадать пресные реки, однако при испарении воды наносимые минеральные вещества оседают.
Уровень озёр может значительно колебаться в зависимости от времени года и погодных условий. При уменьшении объёма воды солёность озера повышается, при увеличении — понижается.
В минеральных озёрах добывается химическое сырьё: в карбонатных — сода, в сульфатных — мирабилит, в хлоридных — поваренная соль.
Особый интерес представляют озёра в кратерах вулканов и подводные соляные озера.
Самым большим солёным озером Земли является Каспийское море.
Озеро Балхаш в своём роде уникально: часть его содержит пресную воду, часть — солёную.

## Известные солёные озёра
- Аральское море (Казахстан, Узбекистан) — 116—211 ‰[2]
- Ванда (Антарктика) — 300—350 ‰
- Дон-Жуан (Антарктида) — 402 ‰[3]
- Каспийское море (Азербайджан, Иран, Казахстан, Россия, Туркменистан) — 0,05—13 ‰

В России:
- Баскунчак (Астраханская область) — 300 ‰
- Большое Яровое (Алтайский край) — 110 ‰
- Большое Яшалтинское (Калмыкия) — 72—400 ‰
- Дус-Холь (Тыва) — 100—280 ‰
- Как-Холь (Тыва) — 70—220 ‰
- Развал (Оренбургская область) — 315 ‰[4][5]
- Солёное (Киран) (Бурятия)
- Хадын (Тыва) — 13 ‰
- Чаны (Новосибирская область) — 8-60 ‰
- Эбейты (Омская область) — 250 ‰
- Эльтон (Волгоградская область) — 200—500 ‰

В других странах:
- Ассаль (Джибути)— 350 ‰
- Балхаш (Казахстан) — полупресноводное озеро, 0,74—6 ‰
- Большое Солёное озеро (США) — 137—300 ‰
- Ван (Турция) — содовое озеро, 22—67 ‰
- Кунигунда (Украина) — 146—150 ‰
- Мёртвое море (Иордания, Израиль) — 300—350 ‰
- Натрон (Танзания)
- Солтон-Си (США) — 44 ‰
- Туз (Турция)— 350 ‰
- Тузкёль (Кыргызстан) — 256 ‰
- Урмия (Иран) — 80—280 ‰